# Oposició d'esquerra
Oposició d'esquerra és el nom pel que es coneix a la facció liderada per Lev Trotski, que va agrupar als opositors de l'estalinisme dins del PCUS, aquest grup va existir des de l'any 1923 al 1927. Dins de la lluita de poder oberta per les principals figures del partit després de la malaltia i mort de Vladímir Lenin, es van agrupar als signants de la Declaració dels 46 davant la troika formada per Grigori Zinóviev, president de la III Internacional; Ióssif Stalin, Secretari General del Partit Comunista i Lev Kàmenev. La troika comptava amb el suport de Nikolai Bukharin, director de Pravda; i d'Aleksei Ríkov, president del Consell de Ministres (Sovnarkom), els quals més tard serien inclosos per Stalin en l'oposició de dretes. A Trotsky i els seus seguidors se'ls hi va unir el Grup del Centralisme Democràtic.